# Sherif El-Digwy
Sherif El-Digwy (arab. شريف الدجوى; ur. 16 kwietnia 1965) – egipski judoka. Olimpijczyk z Los Angeles 1984, gdzie zajął siódme miejsce wadze ciężkiej.

## Letnie Igrzyska Olimpijskie 1984
| Konkurencja | Eliminacje            | Repasaże              | Klas. końcowa |
| Konkurencja | Przeciwnik I          | Przeciwnik I          | Miejsce       |
| ----------- | --------------------- | --------------------- | ------------- |
| +95 kg      | Angelo Parisi (FRA) P | Cho Yong-chul (KOR) P | 7.            |